# Puduhjortar
Puduhjortar eller puduer (Pudu) är ett släkte i familjen hjortdjur. Det är de minsta hjortarna i hela världen med en storlek inte större än en hare. Släktet består av två arter.
- nordlig pudu (Pudu mephistophiles), lever i Anderna i Colombia, Peru Chile och Ecuador.
- sydlig pudu (Pudu puda), förekommer i västra Patagonien (Andernas bergsskogar).

Ordet pudu kommer från folket mapuches språk.

## Kännetecken
Puduhjortar har en kroppslängd mellan 60 och 83 cm, en mankhöjd mellan 25 och 43 cm och en vikt mellan 6 och 13 kg. Svansen är 2,5 till 4,5 centimeter lång. De kännetecknas av korta extremiteter, en jämförelsevis klumpig kroppsbyggnad, en trubbig nos och korta horn. Hornen består av två enkla stänger som nästan är gömda i pälsen. Pälsens färg hos sydlig pudu är rödbrun och hos nordlig pudu mörkbrun. Den sistnämnda arten har dessutom ett svartaktigt ansikte. Ungdjur av sydlig pudu bär prickar medan kalvar av nordlig pudu är enfärgade.

## Habitat
De två nämnda arterna lever i helt olika habitat. Nordlig pudu förekommer i höga bergstrakter 2000 till 4000 meter över havet. Där vistas de i skogar och bergsängar. Sydlig pudu finns bara i skogar från kustlinjen till 1700 meter över havet. De båda arternas utbredningsområden ligger på långt avstånd från varandra.

## Levnadssätt
Den sydliga puduns levnadssätt är mest känt. Arten är aktiv på natten och livnär sig av blad, bark, frukter, blommor och växtskott. Djurets ringa storlek underlättar framkomligheten i tät undervegetation och djuret har även förmåga att klättra på lutande trädstammar. Sydlig pudu lever utanför parningstiden huvudsakligen ensam. Som hos de flesta hjortdjur föds bara ett ungdjur åt gången. Individer i djurparker har en medellivslängd av 20 år.
Nästan ingenting är känt om nordlig pudus levnadssätt. Det antas att arten har liknande beteende som sydlig pudu.

## Hot

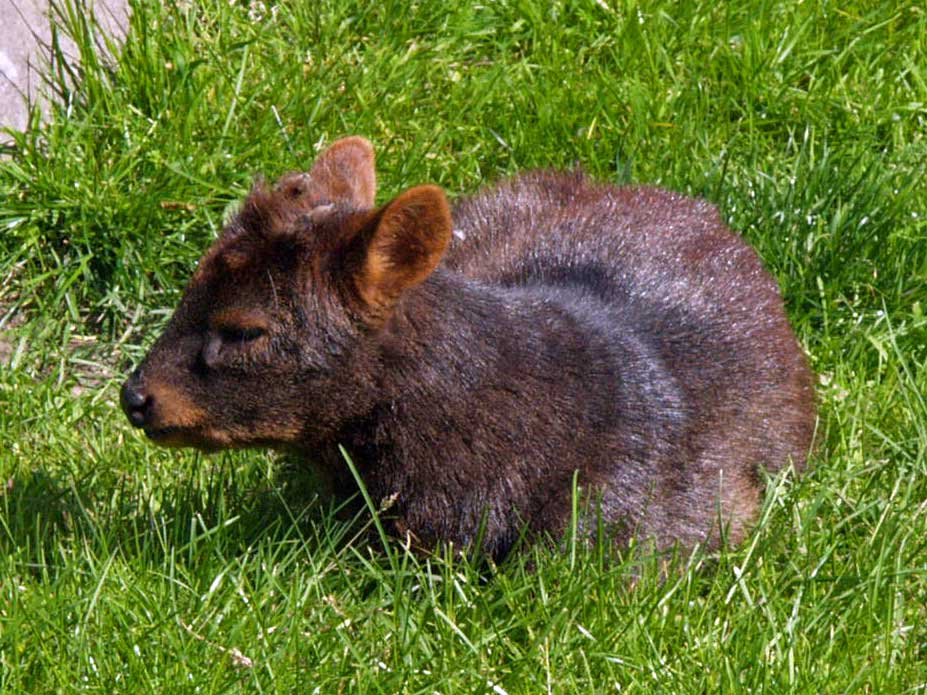
Sydlig pudu

På grund av jakt och förstöring av hjortarnas levnadsområde har beståndet minskat för bägge arterna. Sydlig pudu förekommer idag bara i sydliga delar av artens ursprungliga utbredningsområde, men i några trakter som på ön Chiloé finns en större population. IUCN listar båda arter som sårbar (vulnerable).